# Hemichaetoplia peyerimhoffi
Hemichaetoplia peyerimhoffi är en skalbaggsart som beskrevs av Baraud 1979. Hemichaetoplia peyerimhoffi ingår i släktet Hemichaetoplia och familjen Rutelidae. Inga underarter finns listade i Catalogue of Life.